# Les Petits Bus
Les Petits Bus (Busy Buses) est une série télévisée d'animation britannique en 39 épisodes de 5 minutes, créée par Alan Brunwin et réalisée par Terry Ward.

## Fiche technique
- Réalisateur/Producteur : Terry Ward
- Scénario : Richard Everett, Julie Middleton, Steve Middleton, Camilla McGibbon, Malcolm Doney
- Producteur exécutif : Malcolm Hayworth
- Musique : Mark London, Francis Haines

## Distribution

### Voix originales
- Brian Conley (saison 1), Gary Martin et David Holt (saison 2) : narration, tous les personnages

### Voix françaises
- Frédéric Cerdal
- Yann Pichon
- Bernard Jung
- Patrick Pellegrin
- Hélène Bizot

- Version française
  - Studio de doublage : Les Studios de Saint Maur
  - Direction artistique : Bernard Jung
  - Adaptation et interprète du générique : Gilles Coiffard

## Épisodes

### Première saison
1. Sammy rencontre un monstre (Sammy meets a monster)
2. Stéphanie et la reine (Stephanie and the queen)
3. Harry a une peur bleue (Harry gets spooked)
4. Colin sent mauvais (Colin needs a bath)
5. Sammy et les avions (Sammy nearly takes off)
6. Où est passé Arnold ? (Arnold gets lost)
7. Stéphanie se prend pour un train (Stephanie’s bumpy day)
8. La première journée d’école de Sammy (Sammy’s first day at school)
9. Stéphanie prend une douche (Stephanie gets soaked)
10. Stationnement interdit! (Susan runs away)
11. Arnold est coincé (Arnold in a tight spot)
12. Arnold et le père Noël (Arnold’s special passenger)
13. Sammy joue dans la neige (Sammy in the snow)
14. Roger est sous la neige (Roger slips up)
15. Susan change d'allure (Susan goes pink)
16. Le frère d'Arnold (Arnold’s brother Archie)
17. Sammy découvre la mer (Sammy has a paddle)
18. Roger et ses amis (Roger meets his chums)
19. Les nouvelles couleurs d’Arnold (Arnold gets a new coat)
20. Un invité surprise (Frank comes to visit)
21. Stéphanie la chipie (Stephanie’s bossy day)
22. Sammy le champion (Sammy wins the day)
23. Arnold tombe malade (Arnold gets sick)
24. Les fleurs de monsieur Spector (Mr Spectors flowers)
25. Un mauvais jour pour Sammy (Sammy and the wrong day)
26. Sammy fait des acrobaties (Sammy the accrobatic bus)

### Deuxième saison
1. Le nouvel ami de Sammy (Sammy’s new friend)
2. Le grand match (The football match)
3. Explosion à gogo (Busy Bangers)
4. Sammy le cascadeur (Sammy the stunt bus)
5. Une journée à la campagne (A day on the farm)
6. Sammy devient scoot (Sammy becomes a scout)
7. Sammy sauve Stéphanie (Stephanie loses her nerve)
8. Une journée bien boueuse (A muddy day)
9. Le grand Sammy (Sammy gets taller)
10. Sammy et Tommy en vadrouille (Sammy’s midnight adventure)
11. Roger est fatigué (One eyed Roger)
12. Rick le bus de course (Rick the racing bus)
13. Le grand défilé (The big parade)

## Produits dérivés

### DVD
- Les Petits Bus : vol 1                    (04/11/2003) épisodes 1.01 à 1.08
- Les Petits Bus : Sammy joue dans la neige (22/02/2005) épisodes 1.09 à 1.16
- Les Petits Bus : Sammy le champion        (04/05/2004) épisodes 1.17 à 1.24
- Les Petits Bus : Sammy le cascadeur       (06/03/2006) épisodes 1.25 à 2.06
- Les Petits Bus : Le grand Sammy           (18/07/2007) épisodes 2.07 à 2.13